# Flaccanico
Flaccanico [flakːaˈniːko] (Flacanìch [flakaˈnik] in dialetto bergamasco) è una frazione del comune di Costa Volpino, in bassa Val Camonica, provincia di Bergamo.

## Geografia fisica

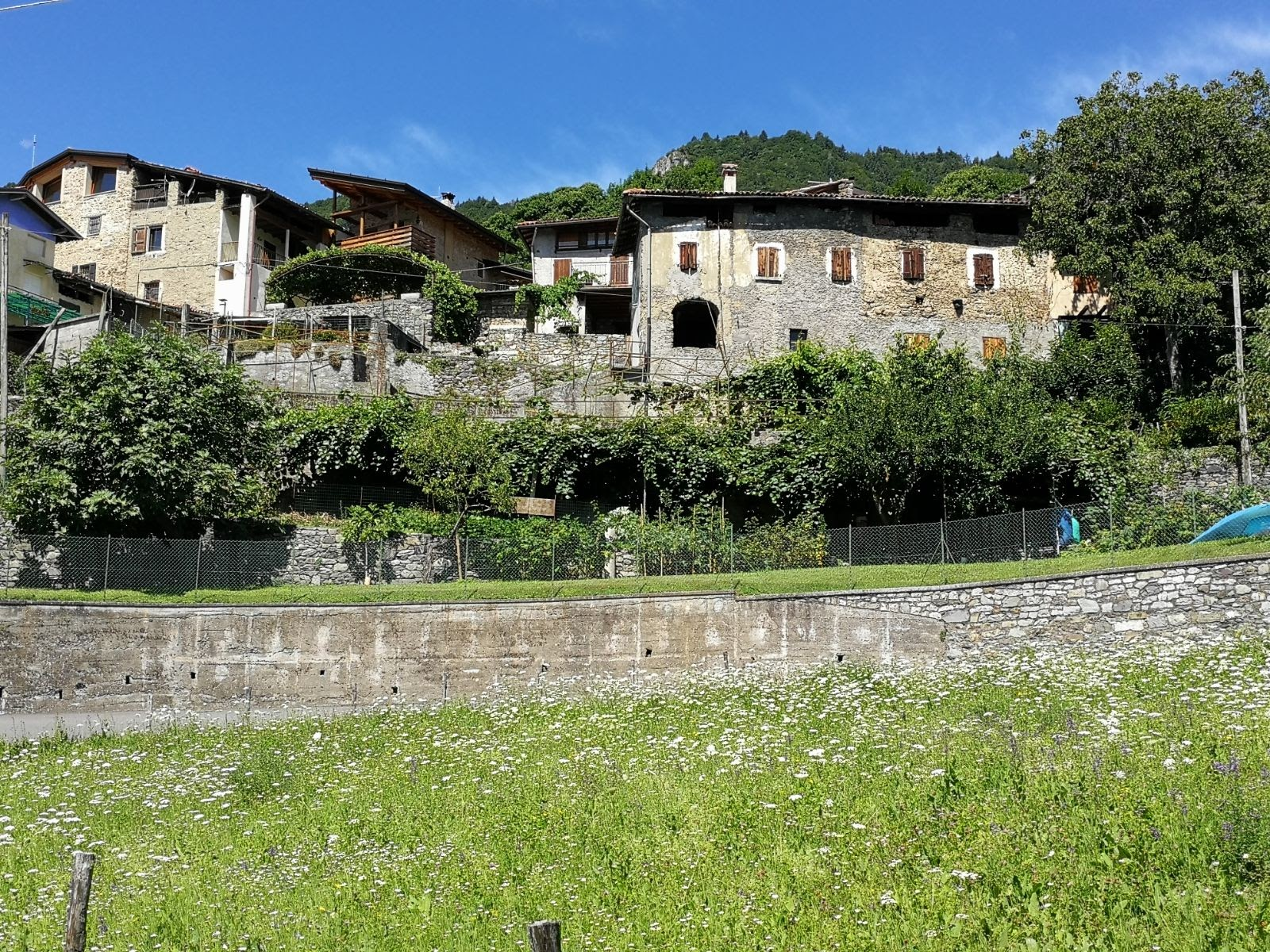
L'abitato

La frazione di Flaccanico è la più piccola fra le sette frazioni di Costa Volpino. Sorge a 631 m s.m.l. a monte rispetto alla frazione di Qualino e a valle rispetto alla frazione di Ceratello.

## Origini del nome
Flaccanico presenta probabilmente un'origine risalente all'epoca romana. Tuttavia il nome secondo la tradizione deriva da Flaccanius, un antico abitante della zona, a cui è stata aggiunta la tipica desinenza celtica "-ico", presente anche nel toponimo della frazione di Branico. .

## Storia
In tempi recenti sono state ritrovate a Flaccanico, alcune incisioni di coppelle, una delle espressioni rupestri più antiche che testimonia la presenza di un popolo il quale, seguendo il progressivo arretramento del ghiacciaio della Valcamonica, colonizza progressivamente nei secoli la valle, sviluppando la civiltà camuna.
La frazione è storicamente legata a Qualino, da cui ha sempre dipeso sia per quanto riguarda l'amministrazione comunale sia per quanto riguarda la parrocchia. Tuttavia fin dal XVII secolo i capifamiglia hanno avuto il diritto di eleggere un proprio cappellano.
Da sempre abitata da pastori ed agricoltori, ha recentemente subito un certo spopolamento, indotto anche dal trasferimento delle attività commerciali nella parte bassa del territorio comunale.

## Popolazione
La frazione di Flaccanico conta poco più di 50 abitanti. Negli ultimi anni ha subito un certo spopolamento a causa del trasferimento delle attività commerciali nelle frazioni più a valle e oggi la popolazione è composta principalmente da anziani.

## Monumenti e luoghi d'interesse

### Architetture religiose
- Chiesa di San Matteo risalente al XVII secolo, la quale presenta colonne in pietra di Sarnico ed opere pittoriche di pregio[4].
- Cappella laterale destra della chiesa di San Matteo; contiene un affresco raffigurante la Madonna del latte di autore ignoto, datato prima metà XV secolo: è perciò precedente alla chiesa e probabilmente è stato ivi trasferito da una più antica cappella votiva. L'affresco tuttavia è noto fra la popolazione con il nome di Madona d' la Nèdra (Madonna dell'anatra): questo perché il becco del cardellino tenuto nella mano destra da Gesù Bambino si confonde con l'anello sulla mano sinistra della Madonna, illudendo lo spettatore che l'animale abbia in realtà le sembianze di un'anatra[5].